# Dee van der Zeeuw
Demira (Dee) Gerbrands- van der Zeeuw (Zeist, 5 september 1997), ook bekend als kortweg Dee, is een Nederlandse zangeres, influencer en youtuber. Haar YouTube-kanaal, genaamd Dee, heeft anno 2024 ruim 378.000 abonnees.

## YouTube
Van der Zeeuw begon op 12 februari 2015 haar eigen YouTube-kanaal omdat ze vond dat haar muziek verloren ging tussen de video's van haar toenmalige vriend Enzo Knol. Met haar kanaal deed ze lange tijd niets, totdat ze besloot te gaan vloggen omdat ze een kijkje wilde geven in het leven achter de schermen van een influencer. Haar eerste vlog kwam online op 3 april 2019. Sindsdien uploadt ze elke zondag om 8 uur een weekvlog. Voordien deed ze dit op vrijdag om 17 uur.

## Radio
Van der Zeeuws zelfgeschreven nummer You bereikte in 2015 de Tipparade en werd een nummer 1 in de iTunes-hitlijst.
Vanaf februari 2019 was Van der Zeeuw soms te horen als sidekick van Tom van der Weerd in het radioprogramma Club Ondersteboven op radiozender SLAM! als invaller voor Bram Krikke. Eind 2023 viel Van der Zeeuw voor het eerst in voor Bram Krikke in het programma Tom & Bram op Qmusic.

## Sociale media
Van der Zeeuw heeft op Instagram 1,5 miljoen volgers (2022) en is daarmee een van de weinige Nederlanders met meer dan 1 miljoen Instagram-volgers. Van der Zeeuw bereikte het miljoen volgers op 1 november 2017.

## Televisie
Als mediapersoonlijkheid verschijnt ze sinds 2014 geregeld op televisie, onder meer in RTL Late Night, Zapplive en Spuiten en Slikken, waarvan ze in 2017 de "Sekstest" won.

## Privéleven
Van der Zeeuws jongere broer Quin is eveneens actief op YouTube. Ze heeft ook een tweelingzus.
Van der Zeeuw had sinds september 2013 een relatie met Enzo Knol. In de meeste van zijn vlogs uit de periode 2013-2018 was zij te zien. Op 29 september 2017 kondigde het stel in een emotionele YouTube-video aan een punt achter hun relatie te zetten. Van der Zeeuw was daarna nog wel af en toe te zien in de vlogs van Knol.
In 2018 maakte Van der Zeeuw bekend dat ze een nieuwe relatie had met Lars Gerbrands. Het koppel heeft twee dochters, geboren in 2022 en in 2024. Op 6 juni 2025 stapten ze in het huwelijksbootje.
Ze volgde sinds 2018 een studie Rechten aan de Hogeschool Utrecht die ze in 2022 afrondde.